# Seattle-Totempfahl

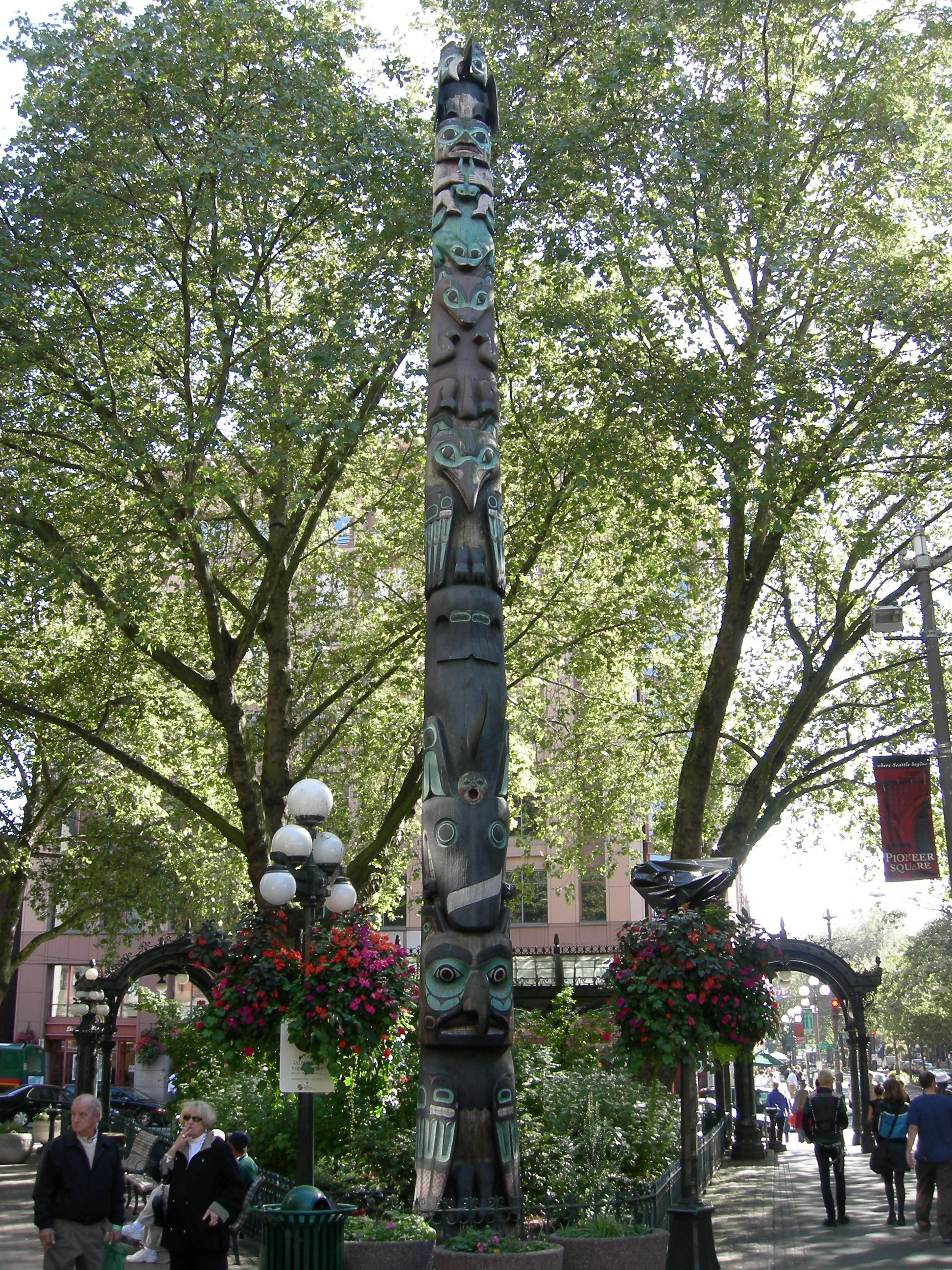
Seattle-Totempfahl, Pioneer Square, 2007

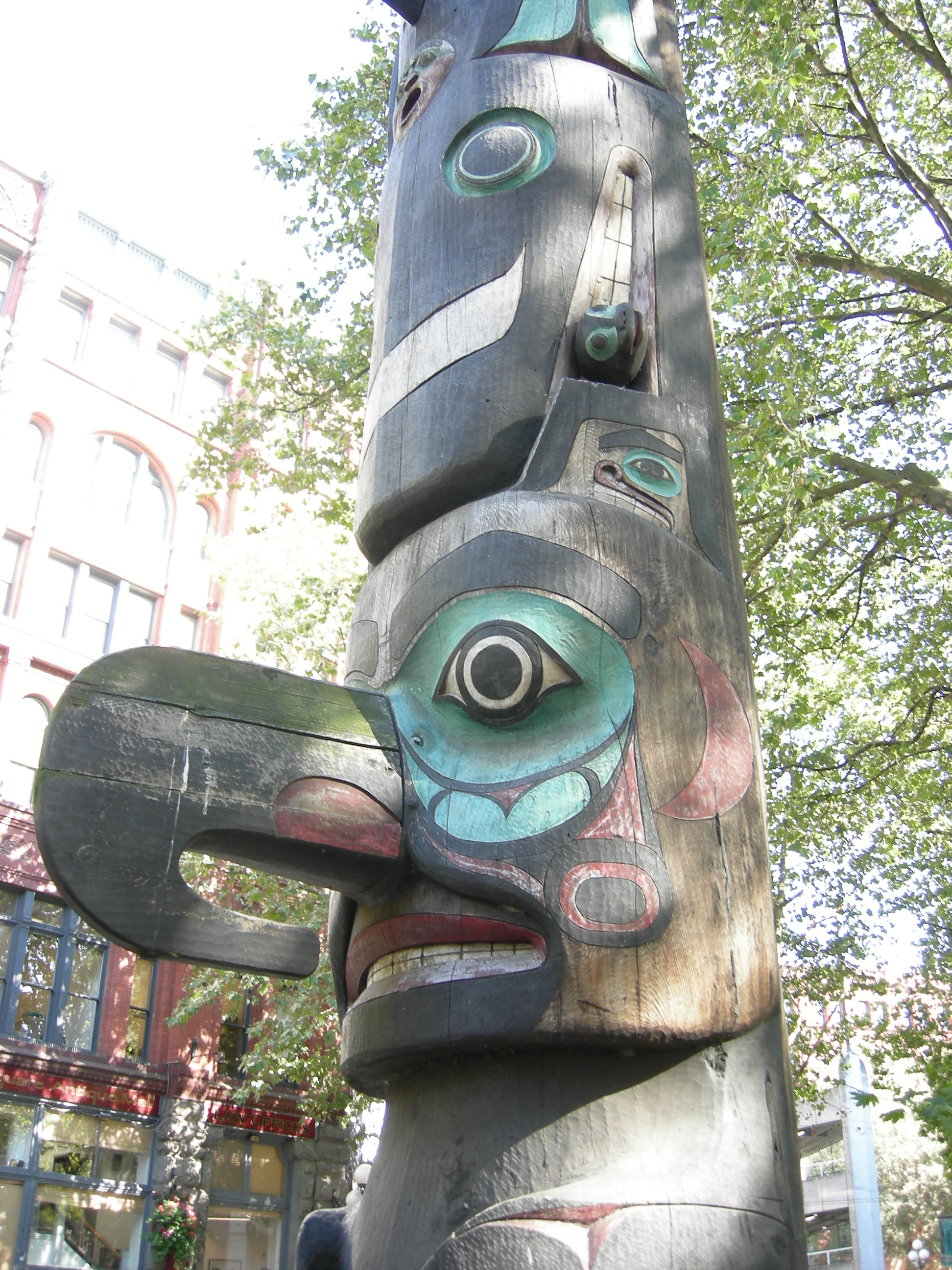
Detail des Seattle-Totempfahls. Zu sehen sind der „Häuptling aller Vögel“ und ein Wal mit nach unten weisendem Kopf.

Der Seattle-Totempfahl, auch Pioneer Square-Totempfahl genannt, steht am Pioneer Square, Seattle im US-amerikanischen Bundesstaat Washington. Gemeinsam mit dem 1892 errichteten Pioneer Building und der 1909 errichteten eisernen Pergola ist er eines der National Historic Landmarks im Bundesstaat Washington. Der dort heute befindliche Totempfahl ist eine 1939/1940 gearbeitete Reproduktion des an dieser Stelle 1899 errichteten Totempfahls, der wenige Wochen zuvor aus einem Tlingit-Dorf auf Tongass Island entwendet worden war.
Der ursprüngliche Totempfahl war etwa um 1870 zu Ehren einer Angehörigen des Raben-Clans innerhalb des Tlingit-Volkes errichtet worden. Die dargestellten Tiersymbole repräsentieren drei Geschichten des Raben-Clans.

## Geschichte des Diebstahls
Im September 1899 bereiste an Bord des Dampfschiffes City of Seattle eine Gruppe von Geschäftsleuten und Künstlern aus Seattle den Alaska Panhandle. Die Reise wurde von der Zeitung Seattle Post-Intelligencer unterstützt und sollte Geschäftsmöglichkeiten zwischen Alaska und Seattle erkunden. Bei einem Halt bei Fort Tongass auf Tongass Island ging R. D. McGillvery, einer der Matrosen des Dampfschiffes, an Land. Er berichtete später:

„Die Indianer waren alle zum Fischen weg – bis auf einen, der in seinem Haus geblieben war und zu Tode erschrocken aussah. Wir suchten uns den am besten aussehenden Totempfahl aus … ich nahm ein paar Seeleute mit an Land und wir fällten ihn – genau wie man einen Baum fällen würde. Er war zu groß, um ihn an den Strand zu rollen, deshalb sägten wir ihn in zwei Stücke.“

Für seine Mühe zahlten die Expeditionsmitglieder 2,50 USD an McGillvrey.
Die Expeditionsmitglieder schenkten den Totempfahl der Stadt Seattle, wo er am 18. Oktober 1899, dem Jahrestag des Alaska Purchase am Pioneer Square aufgerichtet wurde. Während der Feier zur Errichtung des Totempfahles lobten Vertreter der Stadt Seattle die Kaufleute für ihre Weitsicht und prophezeiten, dass der Totempfahl sich zu einem Symbol für die Größe Seattles entwickeln werde. Einer der Sprecher versicherte der versammelten Menge außerdem, dass der Totempfahl keinen Besitzer gehabt habe und die Kaufleute ihn durch ihr Eingreifen vor der sicheren Zerstörung bewahrt hätten. Sofern er nicht dem Eifer von Missionaren zum Opfer gefallen wäre, wäre er sicherlich ein Opfer von Feuer geworden.

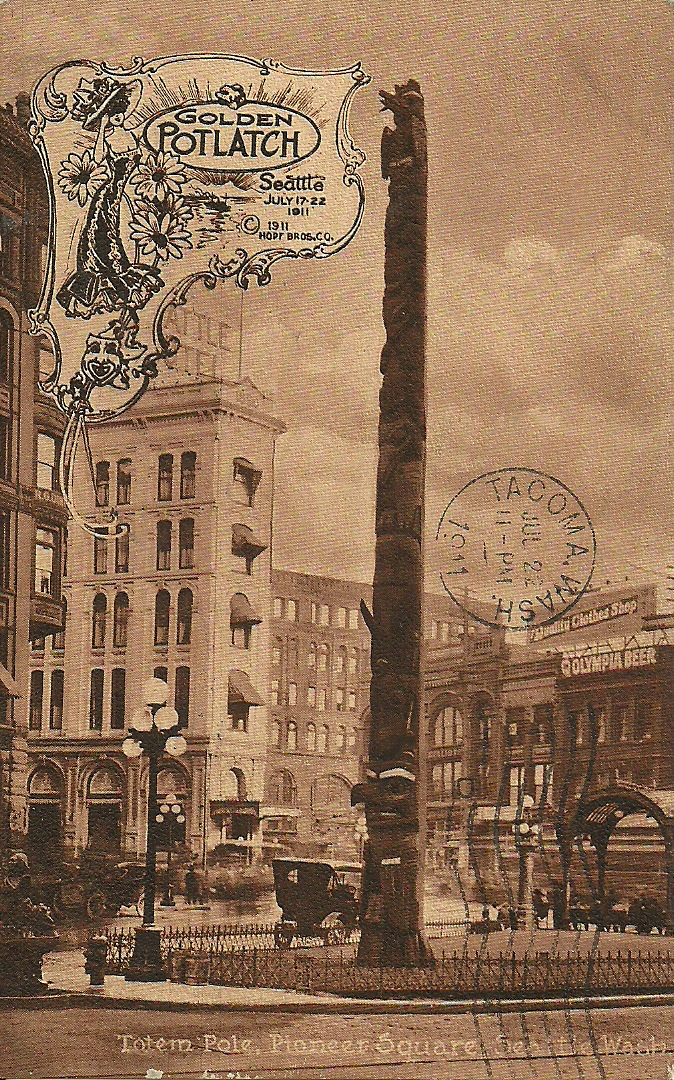
Seattle-Totempfahl, 1911

David E. Kininnook, ein Mitglied des Tlingit-Clans, dem der gestohlene Totempfahl gehörte, wandte sich an John Green Brady, den Gouverneur von Alaska und forderte entweder die Rückgabe des Totempfahls oder eine Zahlung von 20.000 USD. Die Kunsthistorikerin Aldona Jonaitis weist darauf hin, dass die geforderte Summe keineswegs exzessiv war. Die Errichtung von Totempfählen war mit der Ausrichtung eines Potlatch verbunden, bei dem die Stellung der ausrichtenden Familie in der Hierarchie des jeweiligen Stammes bestätigt wurde. Zum Potlatch gehörte die großzügige Überreichung von Geschenken an die Festteilnehmer. Diese bestätigten mit der Geschenkannahme den Anspruch der gastgebenden Familie auf die auf dem Totempfahl dargestellten Wappen sowie deren gesellschaftliche Position. Bedingt durch den Fellhandel entlang der Küstengewässer von British Columbia und Alaska hatten die überreichten Geschenke einen hohen monetären Wert.
Die Beschwerde von David E. Kininnook hatte letztlich zur Folge, dass in Alaska eine Grand Jury befand, dass acht der prominenten Expeditionsteilnehmer „Eigentum der Regierung“ gestohlen hatten. Die Bezeichnung des Totempfahls als Eigentum der Regierung ist darauf zurückzuführen, dass das Tlingit-Dorf in der Gerichtsbarkeit von Fort Tongass, einer Einrichtung des US-Militärs, lag. Der Staatsanwalt von Seattle, William H. Thompson, widersprach jedoch, dass der Totempfahl gestohlen worden sei.

„Das Dorf ist seit langem verlassen. Hier [in Seattle] wird der Totempfahl mit einer klareren Sprache von den Taten der Eingeborenen berichten, als wenn er zwischen Moos und Farn an der Küste von Tongass Island liegt.“

Die Verurteilung durch eine Grand Jury aus Alaska blieb letztendlich folgenlos. Vertreter und Senatoren von allen an die Pazifikküste angrenzenden Bundesstaaten setzten sich unter anderem am State Court in Washington, D.C. dafür ein, dass das Urteil aufgehoben wird. Sie blieben in Washington, D. C. allerdings erfolglos. James William Clise, einer der Teilnehmer der Expedition im Jahre 1899 und lange Zeit einer der Vorsitzenden der Handelskammer in Seattle, schrieb 1935 in seinen Memoiren, dass es letztlich die direkte Einwirkung auf einen neu ernannten Richter des United States District Court in Alaska war, die dafür sorgte, dass die Vollstreckung des Urteils ausgesetzt wurde. Auf seiner Reise machte dieser Richter Zwischenstopp in Seattle und wurde sowohl von Clise als auch anderen prominenten Einwohnern der Stadt Seattle so gastfreundlich bewirtet, dass eine der ersten Amtshandlungen des Richters in Alaska die Aussetzung des Urteils war. 1909, als Seattle die Alaska-Yukon-Pacific Exposition ausrichtete, zierte der gestohlene Totempfahl die offizielle Broschüre.

## Zerstörung und Neuschaffung des Totempfahles

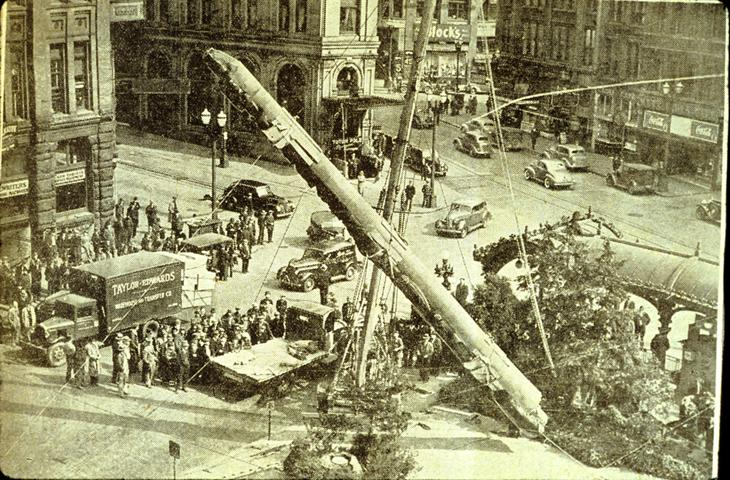
Neu-Errichtung des Totempfahls am Pioneer Square

1938 setzte ein Brandstifter den am Pioneer Square stehenden Totempfahl in Brand, der dadurch irreparablen Schaden nahm. Da es in Seattle keine dafür ausgebildeten Handwerker gab, beschlossen die Vertreter der Stadt, die Überreste nach Ketchikan bringen zu lassen, um den Totempfahl neu erstehen zu lassen. In Ketchikan betrieb das Civilian Conservation Corps ein Projekt, bei dem Angehörige des Tlingit- und des Haida-Volkes beschäftigt wurden, um alte Totempfähle aus umliegenden Dörfern zu restaurieren oder zu reproduzieren. Charles Braun, ein Angehöriger des Tlingit-Volkes, leitete das Team, das die Reproduktion des Seattle-Totempfahles ausführte. Am 24. Juli 1940 wurde der Totempfahl am Pioneer Square wieder errichtet.

## Bedeutung
Der Anthropologe John R. Swanton verfasste im Jahre 1905 für das Magazin „The Journal of American Folklore“ einen der ersten wissenschaftlichen Artikel über den Seattle-Totempfahl. Er hielt unter anderem fest, dass der Totempfahl der Tlingit-Familie Hunt gehörte, die eine der wichtigsten Familien bei den Tlingits war und dem Raben-Clan angehörte. Ausführlicher setzte sich 1990 Robin K. Wright mit der Herkunft und der Bedeutung auseinander.

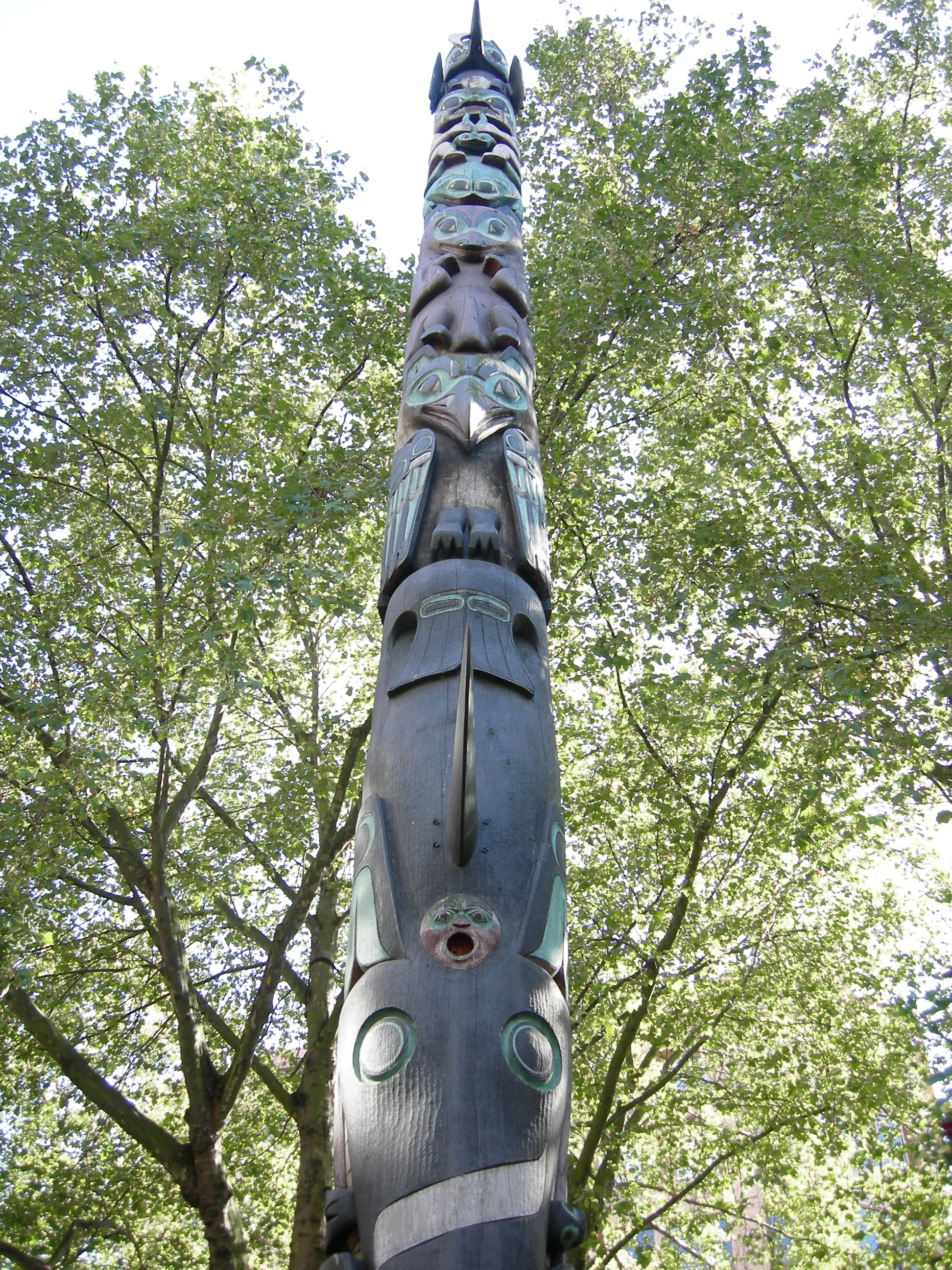
Teile des Seattle-Totempfahls in Frontalsicht

Der Seattle-Totempfahl war um 1870 zu Ehren der Mutter von Mary Ebbets Hunt errichtet worden. Über ihren Sohn Georg Hunt sind die Geschichten überliefert, die auf dem Totempfahl dargestellt sind. Dass die mit dem Totempfahl verknüpften Geschichten bekannt sind, ist verhältnismäßig selten. In der Regel kann nur, wer vom Bildhauer oder vom Auftraggeber informiert wurde, was ein Totempfahl darstellen soll, die Botschaft „lesen“, die die Darstellungen symbolisieren. Eine Tierdarstellung auf zwei verschiedenen Totempfählen stellt, wenn der Totempfahl für zwei unterschiedliche Familien gemacht wurde, unterschiedliche Wesen dar oder erzählt eine jeweils andere Geschichte. Werden die Geschichten nicht weitergegeben, kann der Totempfahl in seiner Bedeutung nicht interpretiert werden. Es können dann nur noch die Tierfiguren gedeutet werden, der Zusammenhang ist aber nicht mehr zu entziffern.
Das obere Ende des Totempfahls ist ein Rabe, der den Mond im Schnabel trägt. Die Figur symbolisiert die Geschichte, nach der der Rabe die Sonne, den Mond und die Sterne von einem reichen Mann stahl, der sie in einer Kiste versteckt hielt. Unterhalb des Raben ist eine Frau mit einem Frosch dargestellt. Die beiden repräsentieren die Geschichte einer Frau aus dem Raben-Clan, die einen Frosch neckte und daraufhin vom Frosch zu seinem Dorf getragen wurde. Sie heiratete ihn und hatte zwei Froschkinder. Sie entkam, indem sie ihre zwei Söhne zum Haus ihres Vaters schickte, um dort einen Knochen für das Durchbohren von Haut zu holen. Ihre Söhne überredeten ihren Vater, einen Damm zu durchbrechen, so dass der See, in dem das Froschdorf lag, auslief. Alle Frösche bis auf die zwei Froschkinder starben. Die Figuren am unteren Ende des Totempfahls beziehen sich auf andere Geschichten des Raben-Clans. Dargestellt sind Nerz, Rabe und ein Wal, der mit seinem Kopf nach unten weist. Am untersten Ende befindet sich der Häuptling aller Vögel. Der Rabe nahm den Nerz einst als seinen Begleiter mit und sie wurden von einem Wal verschluckt, der sie über das Wasser brachte. Der Wal erlaubte ihnen, sich Stücke aus seinem Walspeck zu schneiden, um davon zu essen. Er bat sie jedoch, sein Herz zu meiden. Der Wal landete auf Haida Gwaii, wo die Leute ein Loch in die Haut schnitten, um Nerz und Rabe die Flucht zu ermöglichen. Der Nerz entsprang dem Loch ölbedeckt und wälzte sich in verrottendem Holz, was seinem Fell bis heute sein Erscheinungsbild gibt. Der Rabe tat es ihm gleich. Rabe und Nerz wanderten um Haida Gwaii und kamen zu einem großen Haus. Darin lebte ein Mann mit einem Vogelschnabel, der der Häuptling aller Vögel war. Der Rabe betrachtete sich als Häuptling aller Raben und dem Häuptling aller Vögel missfiel dies. Er verwandelte den Raben in einen der gewöhnlichen Raben zurück, wie wir sie heute kennen.
Im Verlauf des 19. Jahrhunderts war es auch unter den indigenen Völkern der Nordwestküste Nordamerikas üblich geworden, Totempfähle zu reproduzieren. Dies geschah, wenn beispielsweise Siedlungen aufgegeben wurden oder Familienmitglieder heirateten und in andere Dörfer zogen. Aus diesem Grund gab es bereits frühzeitig eine Reproduktion des Seattle-Totempfahls. Sie war von David Hunt, einem Enkel von Mary Ebbets Hunt, beauftragt worden und stand vor seinem Haus in Fort Rupert, British Columbia. Ausgeführt wurde dieser Totempfahl von Charlie James im Stil der Kwakwaka'wakw, er verwendet jedoch dieselben Tiersymbole.

## Einzelbelege
1. ↑  Geschichte des Seattle-Totempole auf History Link, abgerufen am 7. November 2013.
2. ↑  Aldona Jonaitis: Discovering Totem Poles. University of Washington Press, Seattle 2012, ISBN 978-0-295-99187-0, S. 4
3. 1 2 3  Aldona Jonaitis: Discovering Totem Poles. University of Washington Press, Seattle 2012, ISBN 978-0-295-99187-0, S. 5
4. 1 2 3  Bericht über den Diebstahl des Totempfahls, abgerufen am 7. November 2013.
5. 1 2 3  Robin K. Wright: Totem Poles: Heraldic Columns of the Northwest Coast aufgerufen am 7. November 2013
6. ↑  Aldona Jonaitis: Discovering Totem Poles. University of Washington Press, Seattle 2012, ISBN 978-0-295-99187-0, S. X

Koordinaten: 47° 36′ 8,4″ N, 122° 20′ 2,3″ W